# モーリス・シューマン
モーリス・シューマン（フランス語：Maurice Schumann、1911年4月10日 - 1998年2月9日）は、フランスの政治家、随筆家、ジャーナリスト、小説家、歴史家。

## 経歴
1911年4月10日にパリにて、ユダヤ系アルザス出身者の家庭に誕生した。
第二次世界大戦の英雄であり、ジョルジュ・ポンピドゥー政権で第3代外務大臣を務めた。
外相時代は、ザールラント州（現ドイツ）の石炭資源などをフランスと西ドイツとの間で共同管理する内容を盛り込んだ「シューマンプラン」を提唱するなど、第二次世界大戦後のフランスの権益確保に尽力した。
1998年2月9日に同じくパリで亡くなった。86歳であった。